# Brasão de armas da Galiza
O brasão de armas da Galiza é descrito na Lei galega n.º 5 de 29 de Maio de 1984, a Lei dos símbolos da Galiza. Basea-se no brasão de armas do antigo Reino da Galiza.

## Descrição
O brasão de armas da Galiza inclui, limitado num campo de azure, um cálice de ouro com uma hóstia de prata, acompanhada por sete cruzes, três em cada lado e uma ao centro do escudo.
A coroa gules, é limitada num anel dourado cravejado de pedras preciosas e feita de oito folhas de acanthus, cinco das quais visíveis. Cada folha é constituída de pérolas, a partir das quais, cinco tiaras partem para convergir num globo azure, com o semi-meridiano e o equador em ouro, encimado por uma cruz dourada.

## História

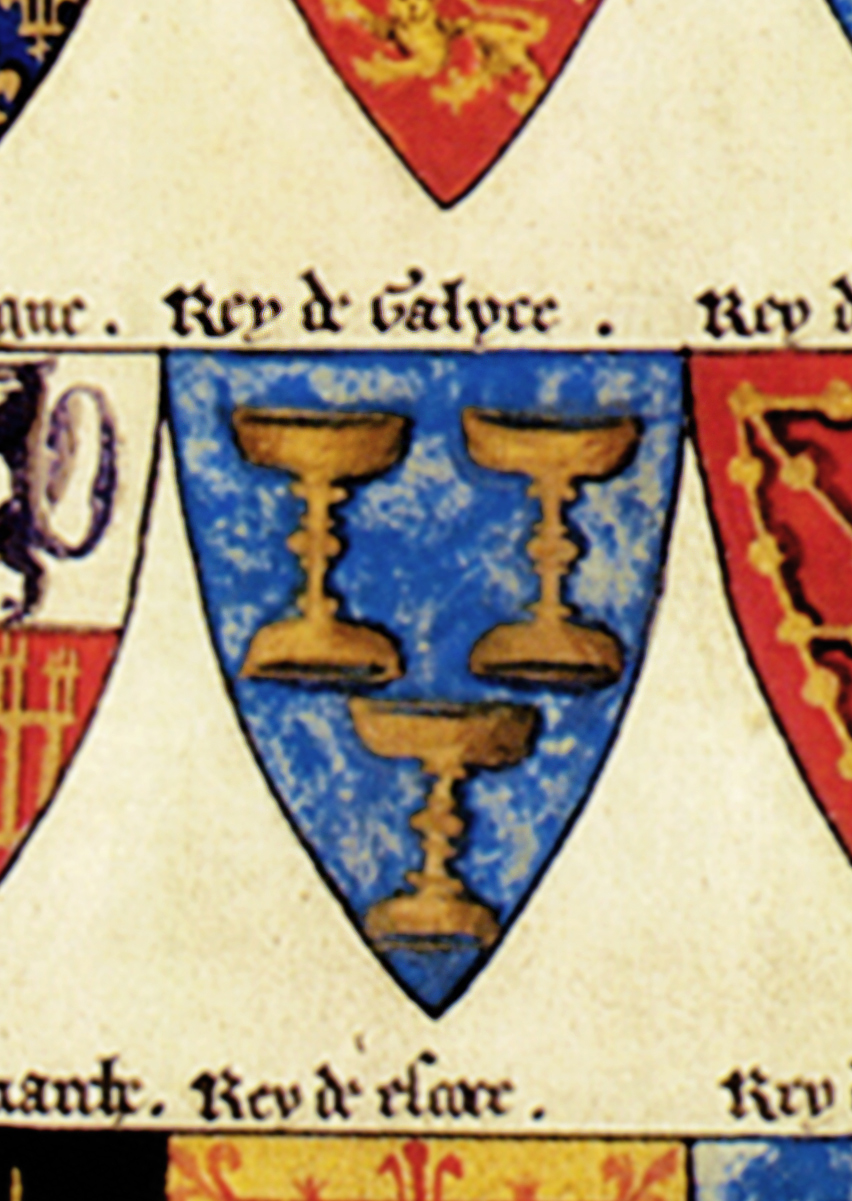
Armas do Rei de Galyce no Armorial Segar, ano 1282.

Os historiadores Faustino Menéndez-Pidal e Juan José Sánchez Badiola encontraram as primeiras menções ao brasão em dois armoriais de finais do século XIII - no Segar's Roll e no Armorial du Hérault Vermandois, os quais atribuem o brasão de armas ao Rei da Galiza, apesar de por essa altura já não existir como título distinto. A primeira fonte descreve três cálices descobertos, enquanto que a segunda descreve apenas um cálice descoberto.
Desde a Idade Média que o conceito de cálice como metáfora linguística se tem espalhado: cálice = Galice; muitos autores europeus do século XVI ao século XVIII teorizaram sobre este facto, um facto que o autor romântico galego Manuel Murguía posteriormente ecoaria. Armoriais posteriores também fazem referência ao brasão, por ex. o Armorial Gymnich da Flandres (1445), e, particularmente, o Armorial Bergshanmar, uma compilação de cerca de 3300 brasões de armas de estados e famílias de quase toda a Europa a partir de 1436. Nesse armorial pode ler-se "à quarta folha voltada… uma grande taça bem estilizada ocupando o máximo do campo possível". Sobre a composição, o dístico Galiscién (Galiza).

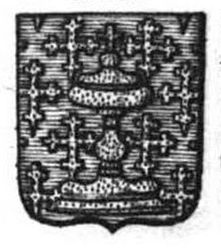
Escudo da Galiza em Ciencia Heroyca.

As mais antigas representações ainda existentes do brasão de armas na arquitectura civil da Galiza, datam também do século XV, o hospital Real de Santiago, o Concelho de Betanzos, as muralhas da Corunha, o órgão da Catedral de Lugo, a torre da Igreja de Noia e a residência de Moscosos em Laxe.
Do século XVI em diante, foram adicionadas cruzes em volta do cálice como ornamento, como visto em De zes kinderen van Filips de Schone en Johanna van Castilië (em português: As seis crianças de Filipe, o Belo, e Joana de Castela. Dezassete Províncias, ca. 1521).
Joseph de Avilés, em Ciencia heroyca (1725), definiu o brasão de armas: "O reino da Galiza na Espanha inclui um escudo de azure com cruzes espalhadas e uma grande taça e cálice".

## Uso
De acordo com o texto da supracitada Lei dos símbolos, o brasão de armas deve ser incluído:
- Nas bandeiras referidas no quinto artigo da lei.
- Nas leis promulgadas na Galiza, em nome do Rei de Espanha, pelo Presidente da Galiza.
- Na fachada dos edifícios administrativos da Comunidade Autónoma.
- Nos carimbos e selos da Comunidade Autónoma.
- Em documentos comprovativos de condecorações galegas.
- Em publicações oficiais.
- Em documentos, formulários, selos e cabeçalhos oficiais da Comunidade Autónoma.
- Em diplomas e certificados académicos.